# Re-Animated Dead Flesh
Re-Animated Dead Flesh è il quinto album in studio del gruppo musicale death metal Mortician, pubblicato nel 2004 dalla 
Mortician Records.

## Tracce
1. Werewolves Curse – 3:08
2. Burned Alive – 0:48
3. Bludgeoned – 1:11
4. Marauding Savages – 2:09
5. Skinned – 0:56
6. Human Beasts – 2:00
7. Bloodsoaked Carnage – 0:49
8. Unseen Force Of Death – 3:36
9. Torn Apart – 0:48
10. Axe – 2:23
11. Punishment – 2:16
12. Re-Animated Dead Flesh – 2:37
13. Buzzards – 0:52
14. Madman Marz – 1:43
15. Return To The Grave – 2:24
16. Dismembered – 0:57
17. The Dead Pit – 2:02
18. Crazed For Blood – 0:49
19. Slugs – 1:30
20. Claws Of Death – 1:04
21. Mass Destruction – 1:28
22. Be My Victim – 3:54

## Formazione
- Will Rahmer - voce, basso
- Roger J. Beaujard - chitarra, drum machine